# Chiesa di San Fiorenzo (Fiorenzuola d'Arda)
La chiesa di San Fiorenzo è la collegiata di Fiorenzuola d'Arda ed è sede dell'omonima parrocchia.

## Storia
Ebbe una lunga vicenda di edilizia, dal XIII secolo agli ultimi restauri del 1933 promossi dall'arciprete Luigi Ferrari, che resse la parrocchia dal 1921 al 1964.
Nell'archivo parrocchiale è conservato un atto notarile rogato nell'aprile 1273, in cui si dichiara che l'arciprete Alberto Pantanello, a nome del capitolo, cede a certo Xanto Milano e ai consoli del comune di Fiorenzuola una fascia di terreno larga quattro braccia e lunga trenta; in un'altra pergamena del 1294 risulta che i lavori per l'ampliamento della chiesa erano in corso.
I documenti citati lasciano altresì intendere che si procedeva alla costruzione di una chiesa essendo la precedente o fatiscente o insufficiente per una popolazione in aumento.

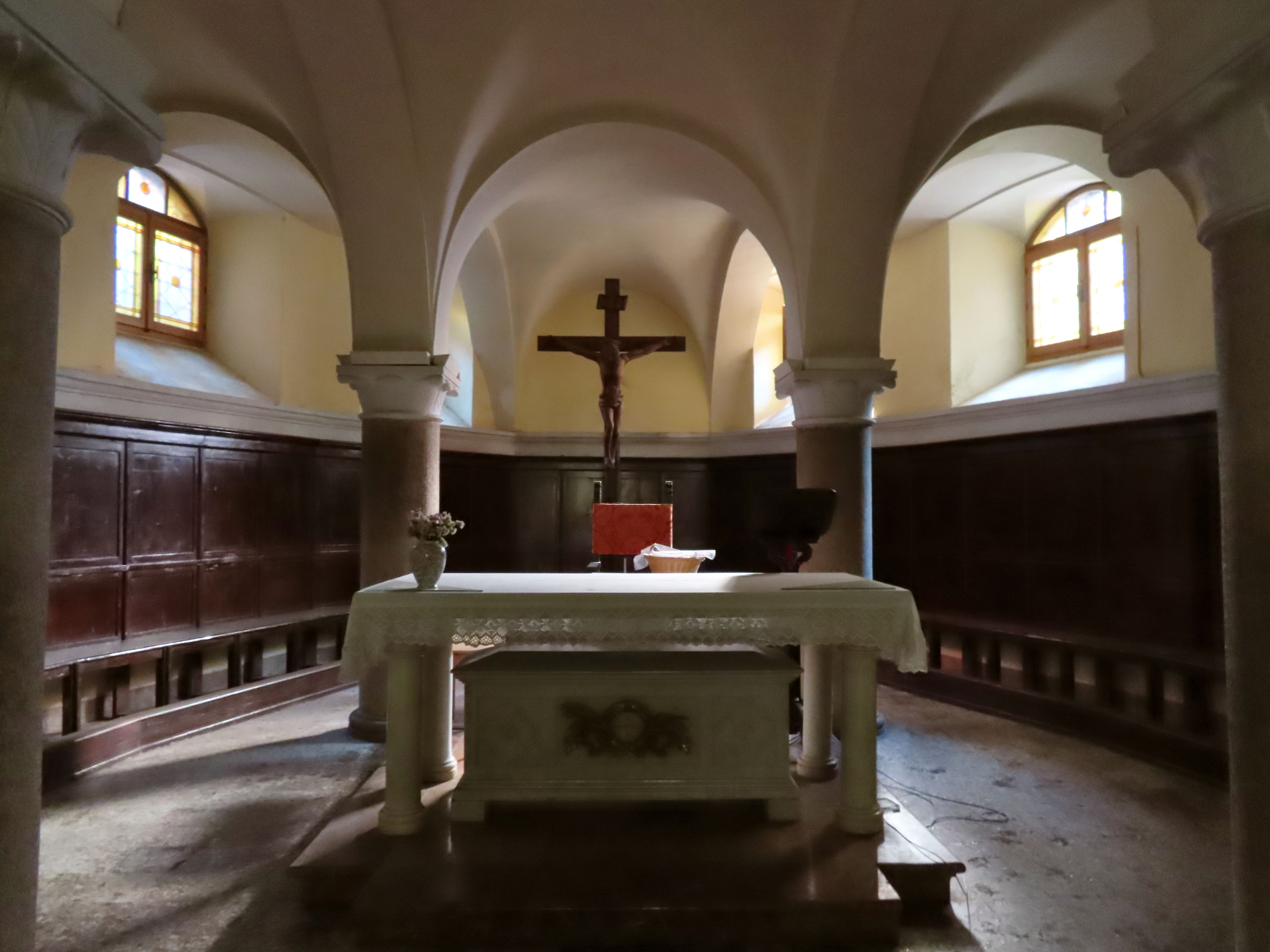
Cripta

L'erezione della collegiata sarebbe iniziata tra il 1273 e il 1279; il 24 novembre 1303 il vescovo di Piacenza consacrò l'altare maggiore e l'altare della Beata Vergine (ora nella cappella detta della concezione nell'abside a destra del coro).
La chiesa era stata rifatta per due terzi, dal presbiterio alla facciata, ma i lavori procedettero così lentamente che l'11 marzo 1479 il vescovo di Piacenza concedeva indulgenze a chi sovvenzionava con offerte l'ampliamento della chiesa. Fu lo stesso vescovo il 27 luglio 1485 a porre la prima pietra del Santuario completando così il tempio secondo il disegno originale.
Il 15 ottobre 1525 si ebbe la consacrazione della chiesa da parte del vescovo Pietro Ricorda che suppliva al vescovo di Piacenza Catelano Trivulzio.